# Karelski Okręg Narodowościowy
Karelski Okręg Narodowościowy (ros. Карельский национальный округ) – jednostka polityczno-administracyjna w Związku Radzieckim, w składzie Rosyjskiej FSRR, wchodząca w skład obwodu kalinińskiego (dziś noszącego nazwę twerski).
Okręg został utworzony w 1937 r. jako forma autonomii narodowej dla Karelów, stanowiących na tych terenach większość (56%) ludności. Karelowie osiedlili się w okolicy Tweru (w czasie funkcjonowania okręgu noszącego nazwę Kalinin) po 1617 r., kiedy to po pokoju stołbowskim Rosja utraciła na rzecz Szwecji tzw. Przesmyk Karelski, a 25–30 tys. z zamieszkujących go Karelów opuściło ojczyznę. Utworzenie okręgu karelskiego było elementem polityki tzw. korienizacji tj. przyznawania uprawnień nierosyjskim narodom zamieszkującym Rosję, dawniej gnębionym i wynaradawianym przez carat. Ośrodkiem administracyjnym okręgu było miasto Lichosławl. W 1939 r. okręg zlikwidowano a jego ziemie włączono bezpośrednio w skład obwodu kalinińskiego.